# Gulfstream IV
Die Gulfstream IV des amerikanischen Herstellers Gulfstream Aerospace ist ein großes zweistrahliges Langstrecken-Geschäftsreiseflugzeug, das von 1985 bis 2002 über fünfhundert Mal verkauft wurde. Die auf  dem Grundmuster basierende Gulfstream G400 ist bis heute in Produktion, womit es das langlebigste Muster von Gulfstream Aerospace ist.

## Geschichte
Die Gulfstream IV ist die Nachfolgerin der Gulfstream III. Das neue Modell verfügt über eine größere Reichweite bei erhöhter Nutzlast und einem geringeren Treibstoffverbrauch. Die Entwicklung begann Anfang 1983, der Erstflug fand am 19. September 1985 vom Flughafen Savannah/Hilton Head mit Lee Johnson und Ted Mendenhall als Testpiloten, statt. Im September 1992 wurde die Ursprungsversion durch die komplett überarbeitete Gulfstream IV-SP abgelöst, bei der Zuladung und Reichweite nochmals gesteigert wurden.
Als Nachfolger wurde die Gulfstream V entwickelt, die ab 1997 ausgeliefert wurde.
Die geplante Frachtversion erhielt die Bezeichnung SRA-4 und ist vor allem für militärische Zwecke (elektronische Kampfführung, Aufklärung) vorgesehen; der Prototyp hatte 1988 seinen Erstflug. Die US Army stellte einige Gulfstream IV als C-20F, die US Navy fünf Maschinen als C-20G für bis zu 26 Passagiere und einem Frachttor auf der rechten Seite und die US Air Force eine Version der GIV-SP als C-20H in Dienst. Ebenfalls eine Version der GIV-SP ist die S 102B Korpen der schwedischen Luftstreitkräfte für die elektronische Aufklärung. Ein Demonstrator der EC-20F für die US Navy flog ab August 1988, wurde aber nicht in Serie gebaut. Die U-4 ist eine Mehrzweckversion für die japanischen Luftstreitkräfte.

## Konstruktion
Gegenüber dem Vorgängermodell verfügt die Gulfstream IV über einen geringfügig verlängerten Rumpf. Sie wurde mit den leiseren und sparsameren Rolls-Royce Tay-Turbofan-Triebwerken ausgestattet und erhielt neu konstruierte Tragflächen. Das Cockpit ist mit EFIS-Bildschirmen ausgestattet.

## Nutzung
Die Gulfstream IV wird vor allem als Geschäftsflugzeug genutzt. Darüber hinaus findet sie Verwendung als Wetterbeobachtungsflugzeug bei der U.S. National Oceanic and Atmospheric Administration NOAA und als Sanitätsflugzeug.
Mit der Gulfstream IV-SP wurden etliche Rekorde, zum Beispiel Weltumrundungen, erflogen.

## Technische Daten
| Kenngröße             | Daten                                                                  |
| --------------------- | ---------------------------------------------------------------------- |
| Besatzung             | 2                                                                      |
| Passagiere            | 14–19                                                                  |
| Länge                 | 26,92 m                                                                |
| Spannweite            | 23,72 m                                                                |
| Höhe                  | 7,45 m                                                                 |
| Startmasse            | 33.203 kg (G-IV-SP: 33.838 kg)                                         |
| Reisegeschwindigkeit  | 850 km/h                                                               |
| Höchstgeschwindigkeit | 936 km/h (G-IV-SP)                                                     |
| Reichweite            | 7.815 km                                                               |
| Triebwerke            | 2× Rolls-Royce Tay Mk.6118- Mantelstromtriebwerke mit je 61,6 kN Schub |